# 台北捷運370型電車

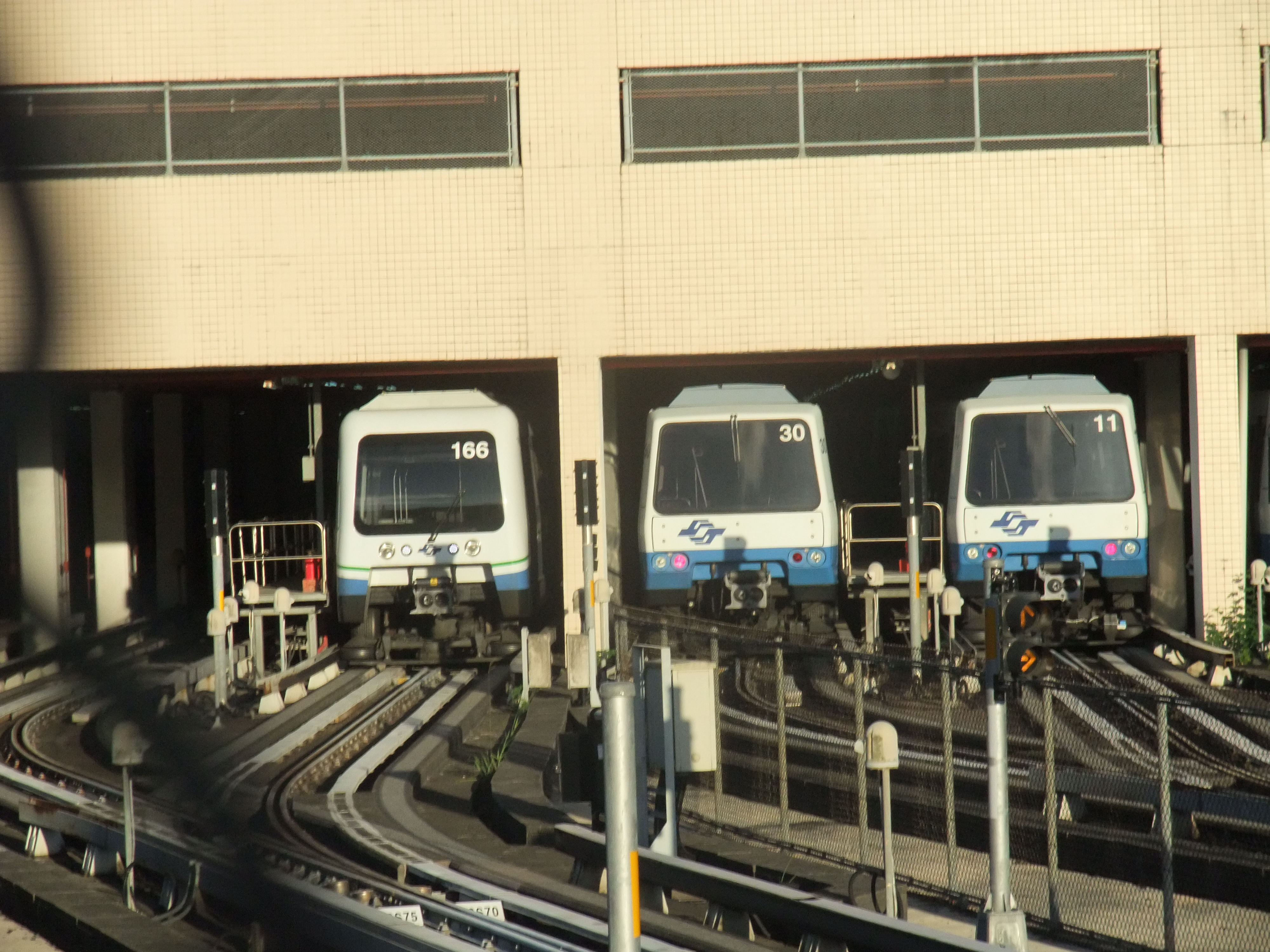
マトラのVAL256と並ぶ370型(左端)

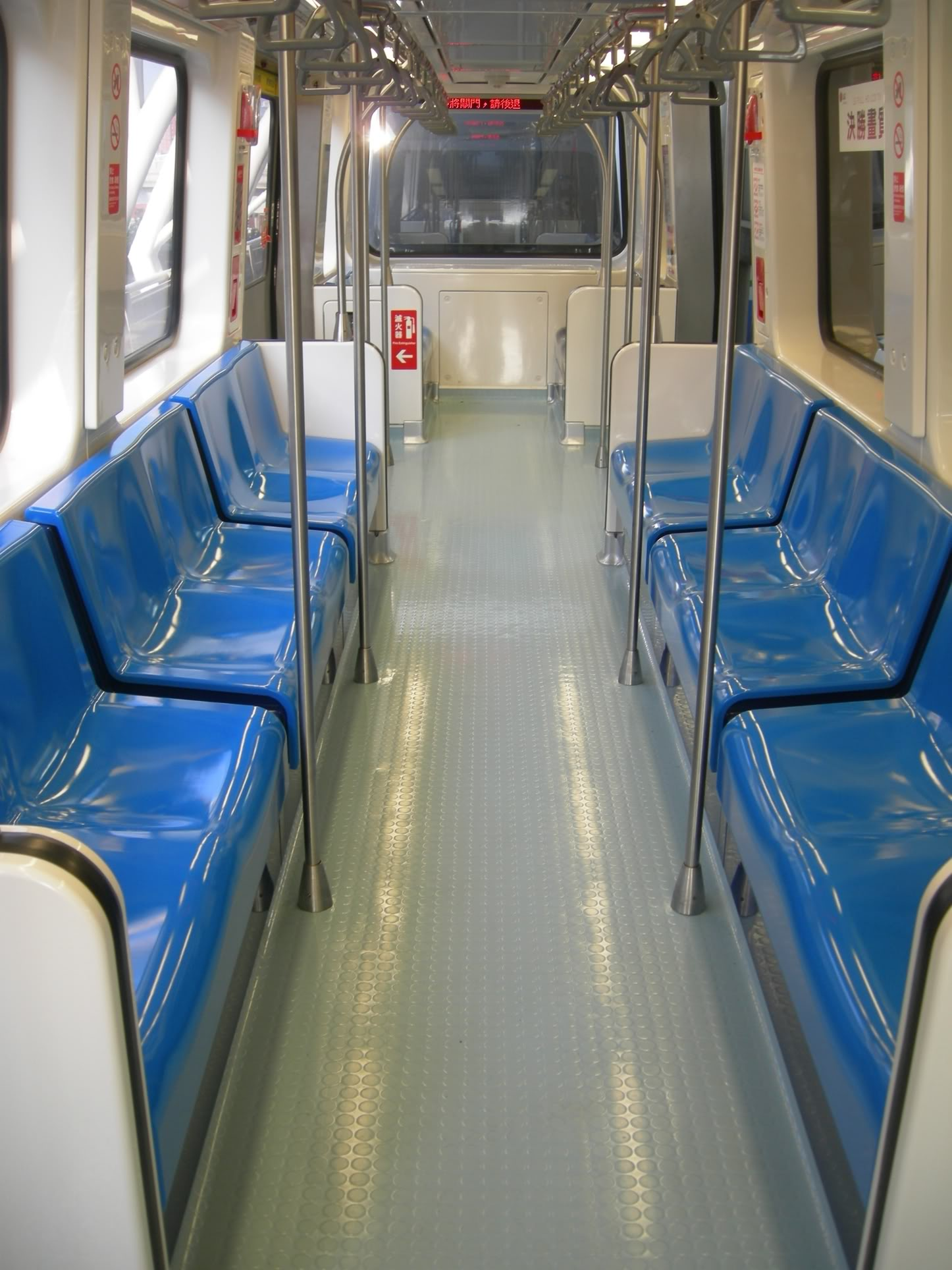
車内

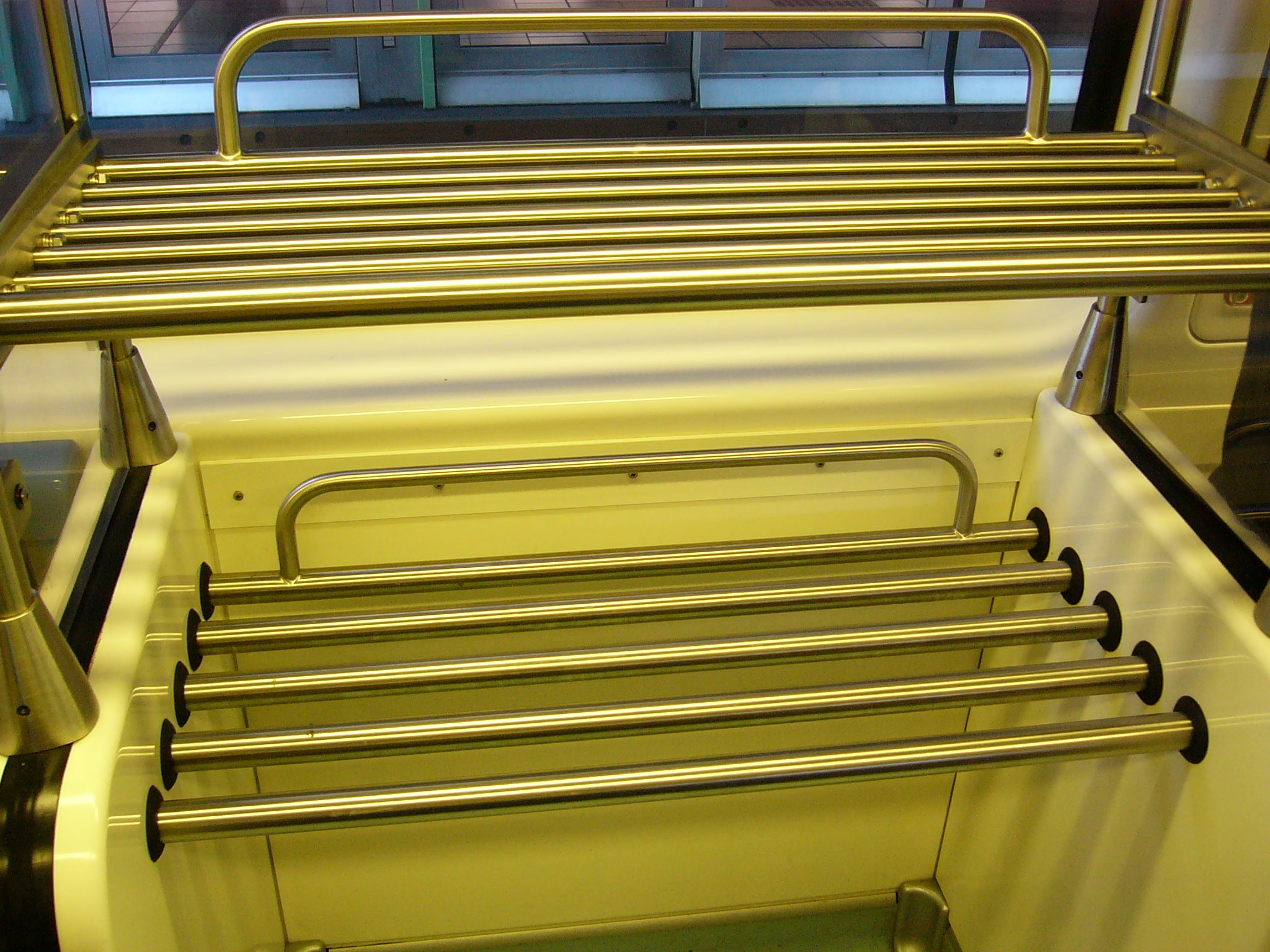
松山機場旅客に対応した荷物置き場

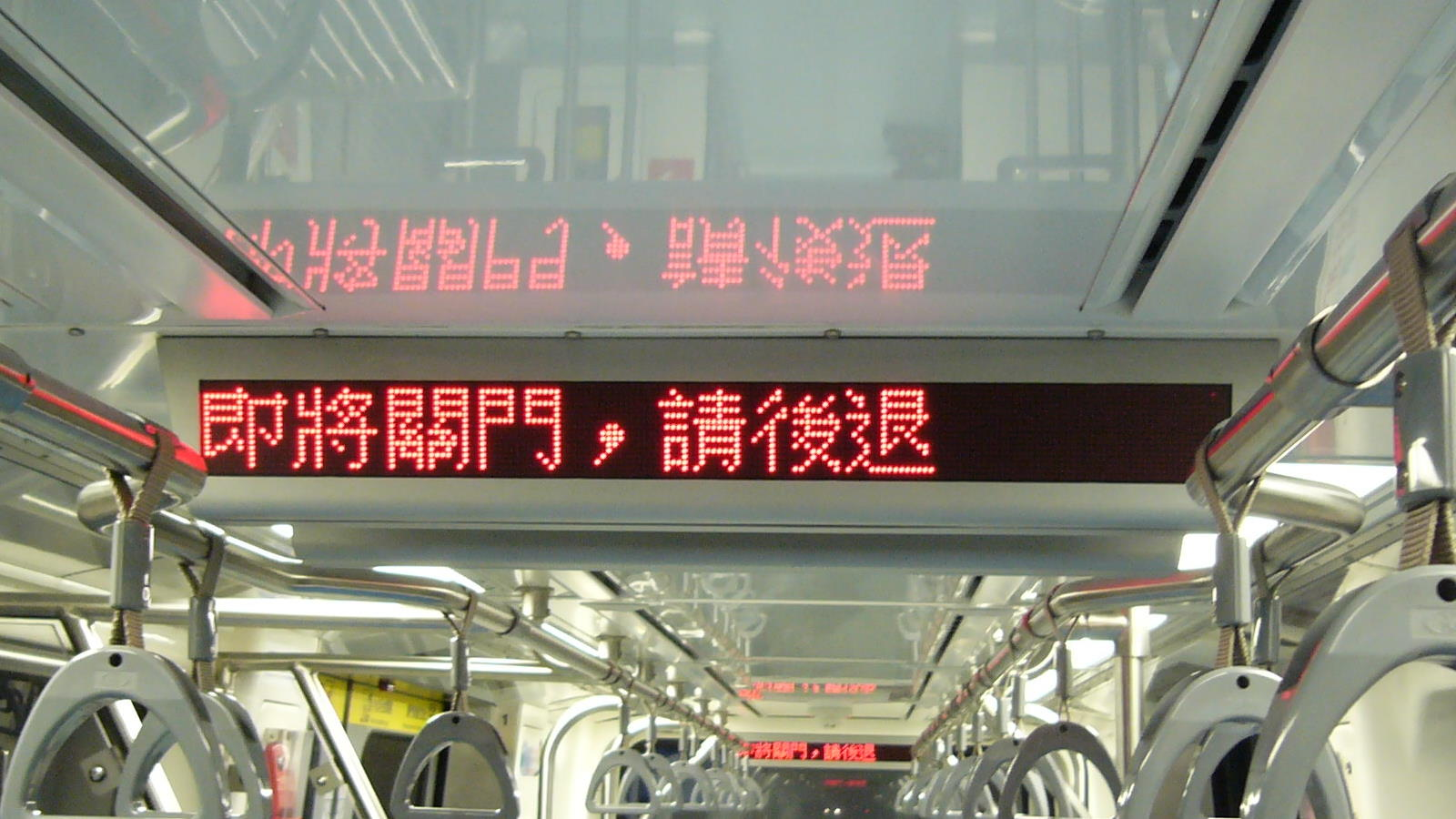
車内のLED旅客案内装置

台北捷運370型電車（たいぺいしょううん370がたでんしゃ）、通称C370型電車またはINNOVIA APM 256は台北都会区大衆捷運系統（台北捷運）で運用されている通勤型電車である。

## 概要
2009年の台北捷運旧木柵線の南港展覧館方面延伸（文山線、総称文湖線）に伴う増備のために101編成202両が配備された。
ゴムタイヤ式のボンバルディア・トランスポーテーションが展開するAutomated Pepople Mover(APM)用コンセプトモデルであるINNOVIA APM'をベースとした台北捷運対応の派生型。
このうち51編成は唐栄鉄工廠の子会社である唐栄車輌科技によって台湾国内で最終組み立てが行われた。
保安・制御装置には同社のCBTC(無線式移動閉塞システム)であるCityflo650が搭載されている
台北市政府捷運工程局の機電工程入札番号CB370（文湖線・101編成））が形式名としての由来で、2011年からは台北捷運公司もこの名称を使っている。
当初はメーカー側で「INNOVIA APM 256」、台北捷運では「BT車」と呼称されていた。前述の通り、Cityflo650は制御システムのブランドであり、車両形式を示すものではない。
実際の車両番号とは必ずしも一致しない（下記#編成参照）。

## 設計
先代VAL256型と同一路線を走行するため、内装面では先代と大差なく、2ドアの標準的なものとなっている。
ボンバルディア車の従来モデルより小型で、車内はマトラ製車両よりも全幅が小さい。
各車両は非貫通型で通り抜けはできない。

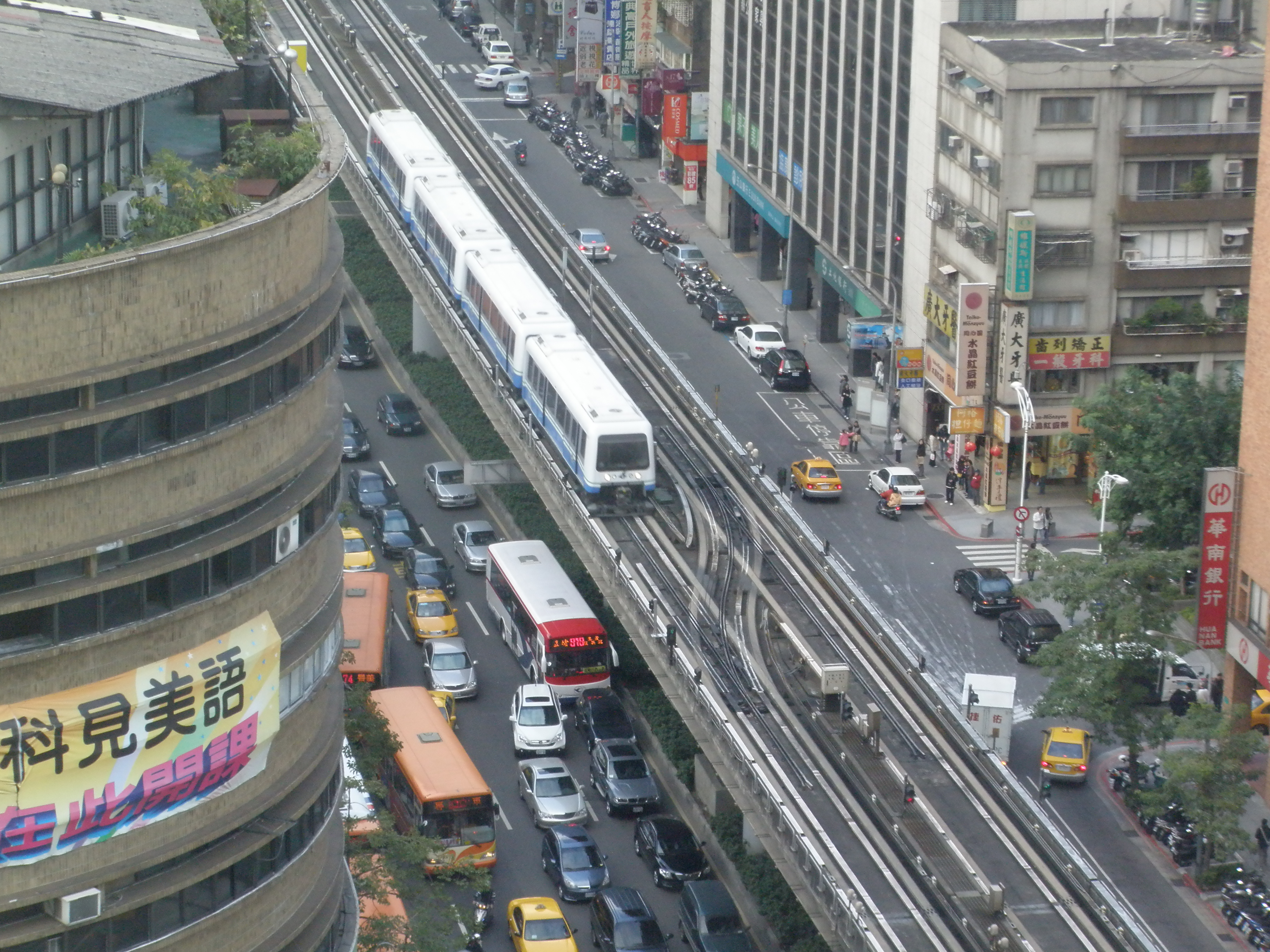
文湖線を走る
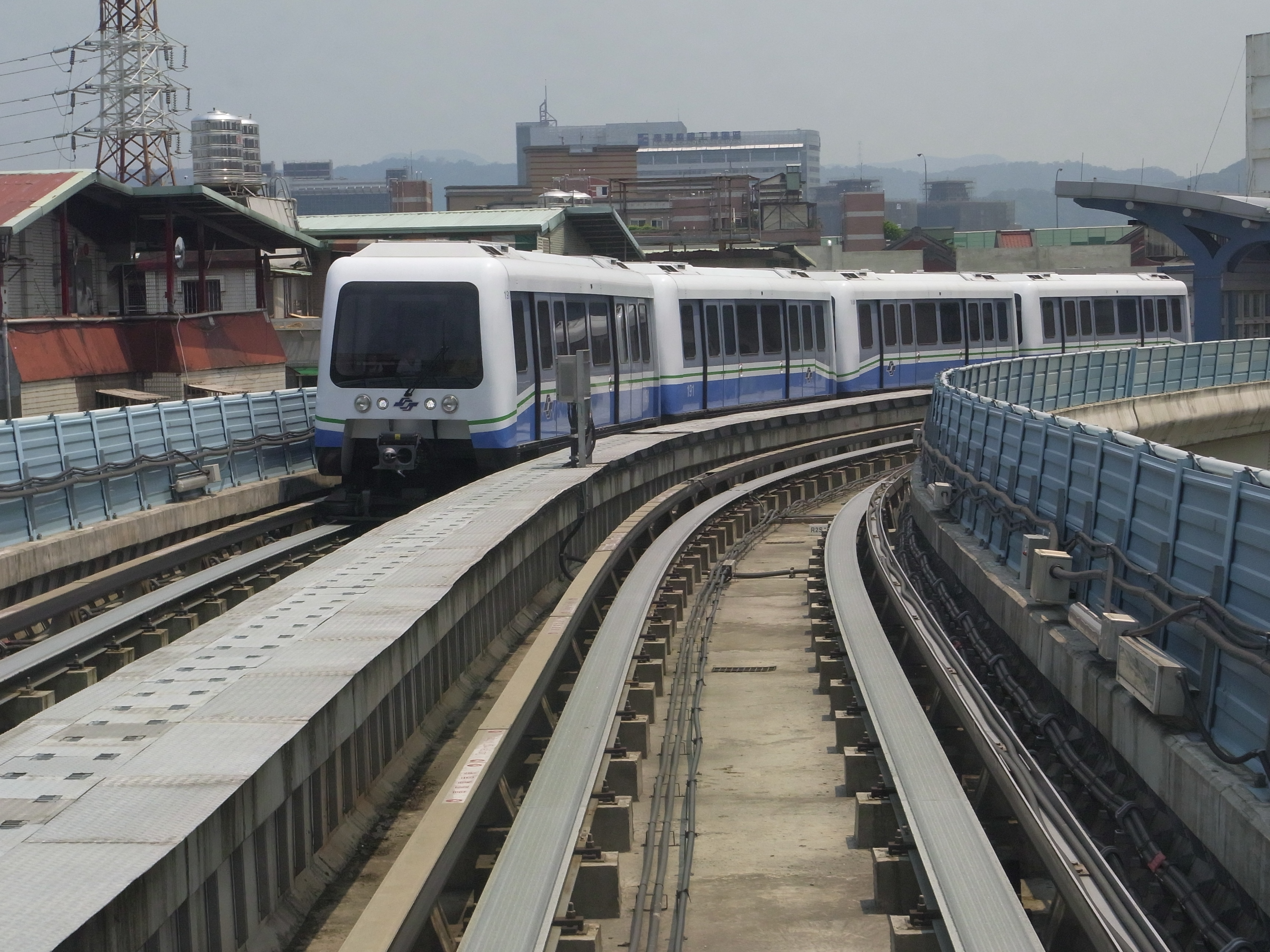
文湖線を走る
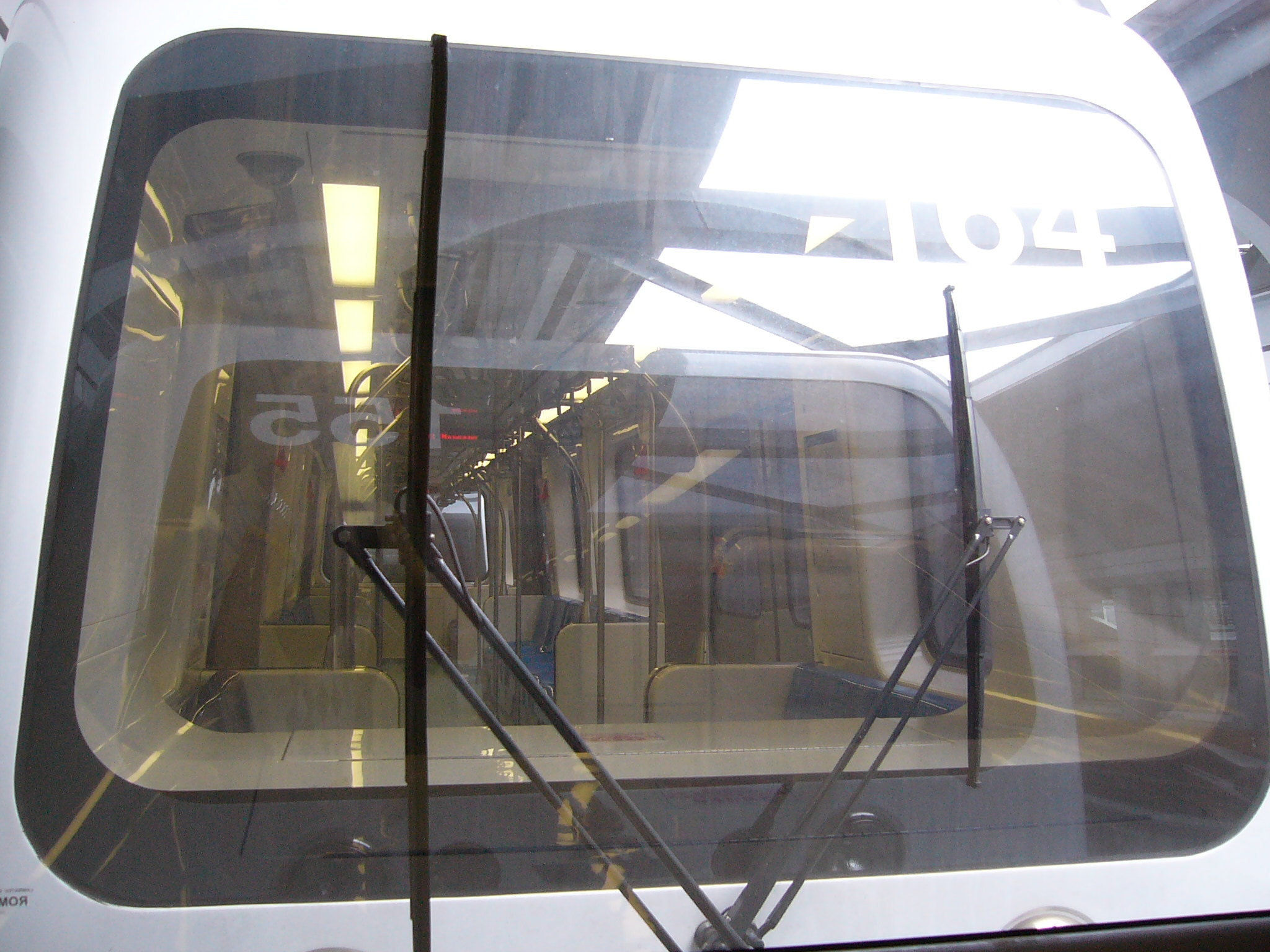
内装
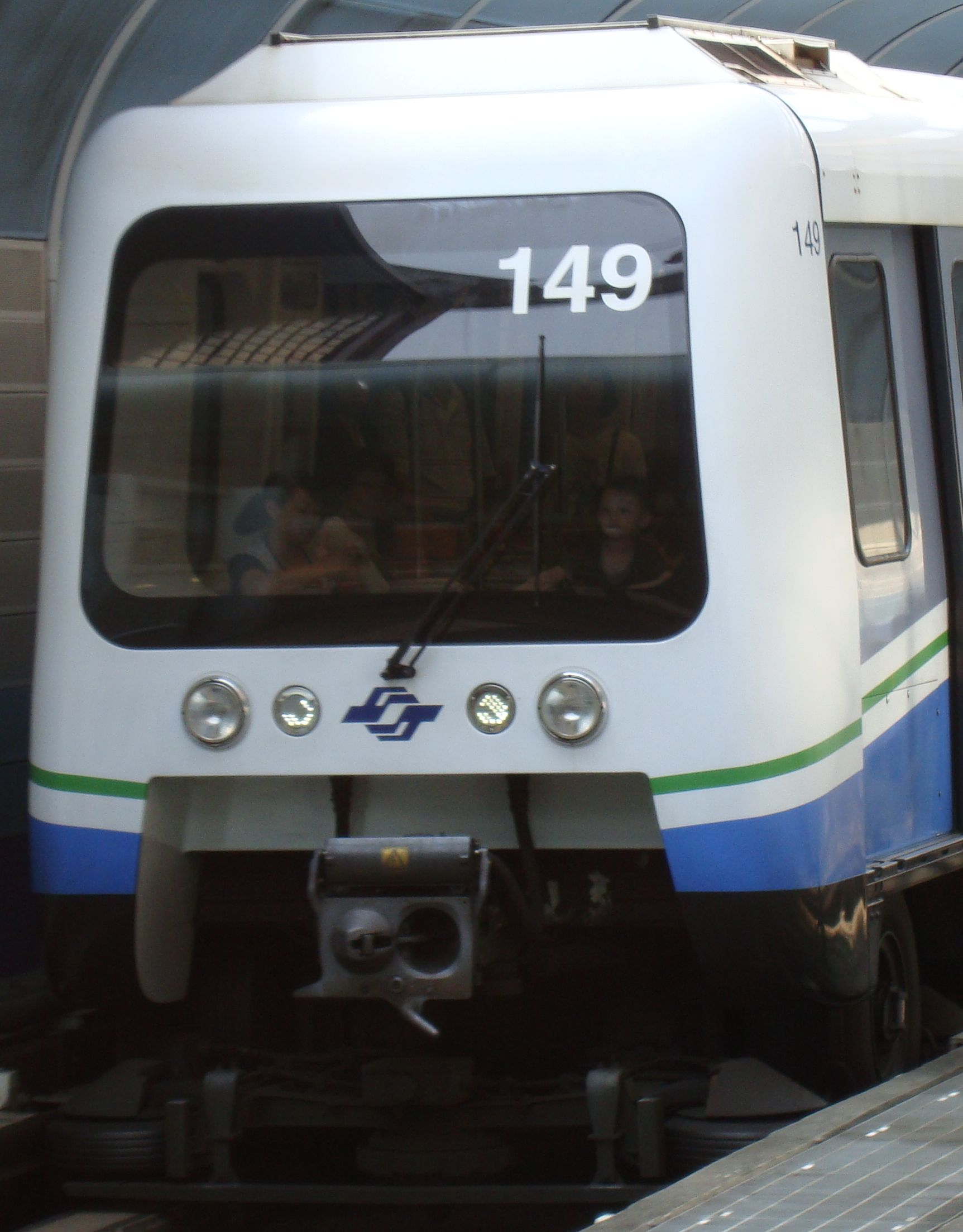
先頭車
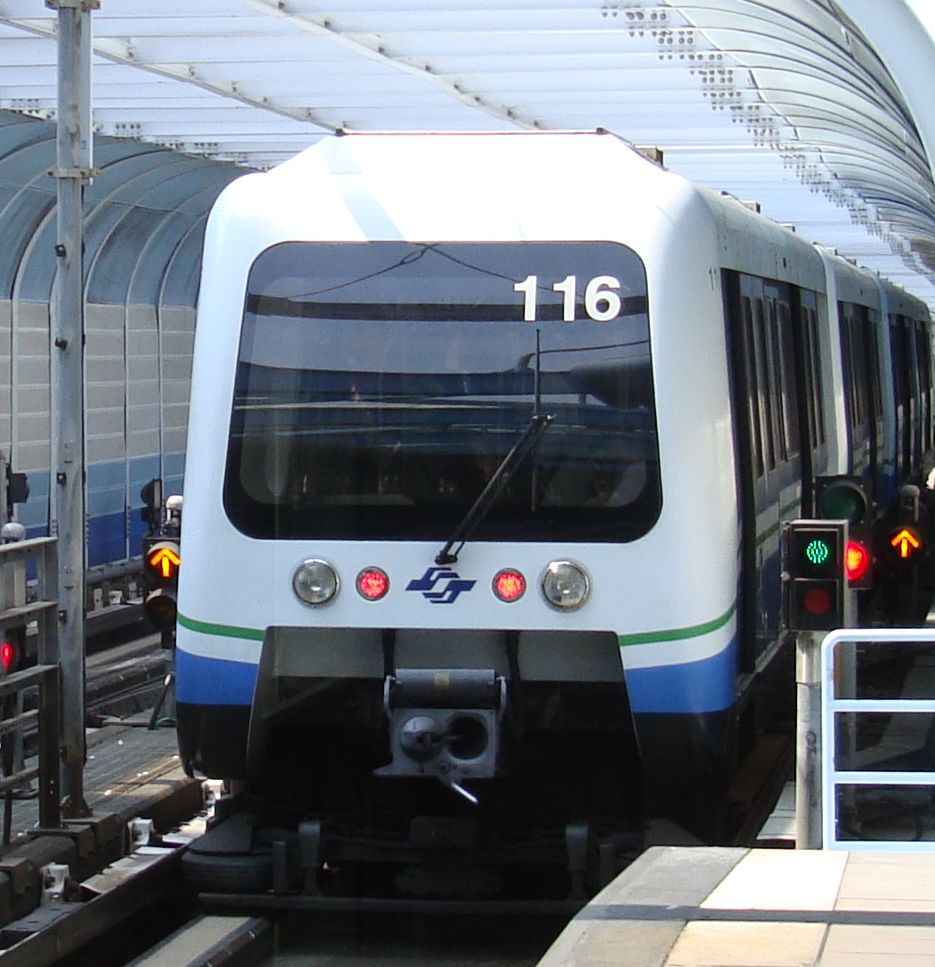
後尾車

### 編成
制御電動車 - 制御電動車の2連ユニットで2ユニットを前後に連結して4Mの4両編成としている。配備は101組のため、2両が余ることになるが、基本的に4連で走行する。
号車表示は当欄における便宜的なものである。
|             | 370型     |           |
| 号車        | 1         | 2         |
| 車体重量(t) | 18.6      | 18.6      |
| 座席定員    | 24        | 24        |
| 車両定員    | 73        | 73        |
| 編成番号    | 101 : 201 | 101 : 201 |

## 配属・運用
木柵機廠、内湖機廠
- 文湖線：全編成

## 関連
- 台北捷運
  - 台北捷運VAL256型電車
- ボンバルディア・トランスポーテーション
  - ボンバルディアInnovia APM 200
- 新交通システム